# Mała księżniczka (film 1995)
Mała księżniczka – amerykański film familijny z 1995 roku na podstawie powieści Frances Hodgson Burnett.

## Główne role
- Liesel Matthews – Sara Crewe
- Eleanor Bron – Panna Minchin
- Liam Cunningham – Kapitan Crewe/Książę Rama
- Rusty Schwimmer – Amelia Minchin
- Arthur Malet – Charles Randolph
- Vanessa Lee Chester – Becky
- Errol Sitahal – Ram Dass
- Heather DeLoach – Ermengarde
- Taylor Fry – Lavinia
- Darcie Bradford – Jess

i inni

## Opis fabuły
Do nowojorskiego domu dla panien trafia Sara Crewe. Jej ojciec walczy w Indiach, matka zmarła. W nowym miejscu nie jest łatwo, gdyż z panny z dobrego domu staje się służącą. Nawet tam znajdują się ludzie, którzy jej pomagają...

## Nagrody i nominacje
Oscary za rok 1995
- Najlepsze zdjęcia - Emmanuel Lubezki (nominacja)
- Najlepsza scenografia i dekoracje wnętrz - Bo Welch, Cheryl Carasik (nominacja)